# قاي هنت (سياسي)
قاي هنت (بالإنجليزية: H. Guy Hunt) (و. 1933 – 2009 م) هو سياسي، وقاضي أمريكي، ولد في هولي بوند، كان عضوًا في الحزب الجمهوري، توفي في برمنغهام، ألاباما، عن عمر يناهز 76 عاماً، بسبب سرطان الرئة.

## مناصب
تولى منصب حاكم ألاباما ‏ (19 يناير 1987–22 أبريل 1993)
.

## الخدمة العسكرية
خدم في القوات البرية للولايات المتحدة.